# 中位投票者定理
中位投票者定理（英：median voter theorem）とは、多数決投票における均衡に関するモデル及び定理の一つ。中位投票者とは、各投票者の選好に基づいた各人にとっての最適点を一直線に並べたとき中央値となるような最適点を持つ投票者のことである。言い換えれば左から数えても右から数えても同じ順番となる最適点を持つ投票者のことである。最適点とは最も望ましい選択肢を表し、その点で最も効用が大きくなるような点である。ところである一定の条件の下ではこの中位投票者にとっての最適点、すなわち中位投票者に最も好まれる選択肢が多数決投票の結果均衡点となり、社会的に選択される。これが中位投票者定理の意味するところである。
1948年にダンカン・ブラックが論文 "On the Rationale of Group Decision-making"で定式化した。従って中位投票者定理の発見者はブラックであると考えられている。しかしそれ以前にコンドルセやハロルド・ホテリングもこれに似た定式化を行っている。

## 中位投票者定理の前提条件
多数決投票において常に中位投票者定理が成立するわけではない。中位投票者定理には仮定と成立条件が存在するからだ。仮定とは投票の際の争点の数に関するものであり、成立条件とは各投票者の選好のパターンに関わるものである。
ブラックの中位投票者定理は、各人の最適点が一直線に並べられると仮定している。これは投票の際の争点が一つの場合に限られる。争点が二つ以上ある場合、或る一人の投票者はそれぞれの争点に関して異なる選好を持つため、最適点を直線上に並べることは出来ない。例えば争点が二つの場合は、二つの争点おのおのに対応する二つの軸を持つ二次元空間、すなわち平面上に最適点が表されることになる。以上のことから争点が一つであることは、中位投票者定理の基本的な仮定である。
この仮定の下で一般に中位投票者定理が成立するためには、各個人の持つ選好は単峰型選好（single peaked preferences）でなければならない。単峰型選好とは縦軸に効用、横軸に選択肢をとったとき、各投票者の順序集合（厳密には強順序）が一つだけ頂点を持つような効用関数によって表される選好である。すなわち各人にとって最も望ましい点である最適点から次第に離れるにつれ、各人の効用は単調に減少する。具体的には図1のような選好である。
これらの仮定や条件に加え、中位投票者定理は投票者が奇数であることを想定している。しかし投票者が偶数の場合でも中位投票者定理は成立する。但しこの場合均衡は二つ存在することになる。これは投票者が偶数であるとき、中位投票者は二人存在することになるからだ。投票者が奇数の時には中位投票者は一人であり、投票の均衡は一つとなってただ一つの結果に決まる。従って投票者が奇数であることが中位投票者定理成立の条件と看做される場合もある。